# Zethau
Zethau ist ein Ortsteil der sächsischen Gemeinde Mulda/Sa. im Landkreis Mittelsachsen.

## Geografie

### Lage
Zethau liegt etwa zwölf Kilometer östlich von Eppendorf im Erzgebirge. Die Ortslage erstreckt sich über etwa 5 Kilometer entlang des Zethauer Baches, welcher nördlich bei Mulda in die Freiberger Mulde mündet. Im südwestlichen Teil des Ortes zweigt vom Bach der im 16. Jahrhundert angelegte Zethauer Kunstgraben ab. Durch den Ort verläuft die Kreisstraße 7732, welche nordöstlich an der Staatsstraße 210 Großhartmannsdorf–Mulda beginnt und nach Obersaida führt. Über eine Kommunalstraße besteht zudem Anschluss an Voigtsdorf.

### Nachbarorte
| Großhartmannsdorf | Helbigsdorf                                 | Mulda      |
| Obersaida         | Kompassrose, die auf Nachbargemeinden zeigt |            |
| Dörnthal          | Voigtsdorf                                  | Wolfsgrund |

## Geschichte

### Ortsentwicklung

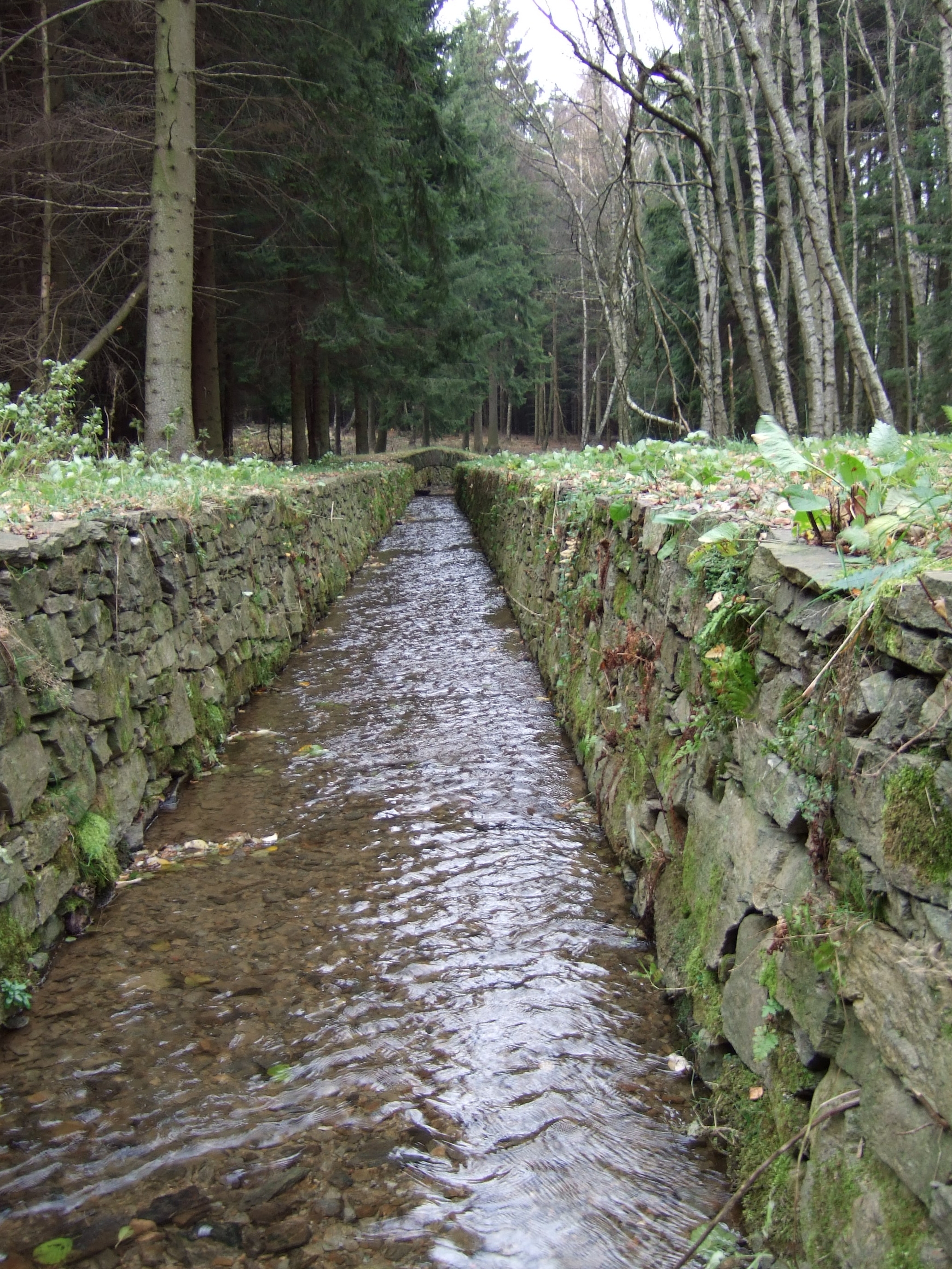
Zethauer Kunstgraben zwischen Helbigsdorfer Siedlung und Zethau

Die erste urkundliche Erwähnung als Ceten in einem Lehnbrief datiert aus dem Jahr 1324. August Schumann nennt 1826 im Staats-, Post- und Zeitungslexikon von Sachsen Zethau betreffend u. a.: 

„[…] hat überhaupt gegen 160 Häuser, an 1100 Bewohner, eine Erbgericht mit Gastnahrung, Schlächterei, Branntweinurbar und Brauerei, 5 Mahl-, 1 Bret- und einige Oelmühlen, die Wohnung eines herrschaftlichen Revierjägers, 2 Schmieden u. s. w. Die Flur soll 69 Hufen befaßen, welche heir 3mal so groß, als in der Lommatzscher Pflege sind, […] Die Bauern sind ohnedem schon – besonders durch den starken Flachsbau und den Butterhandel nach Dresden – meist im Wohlstande, was sich auch in ihren Gehöften häufig ausspricht; 2 Bauern haben Schneller oder kleine Kalköfen, und das Kalkstreuen auf die Aecker ist sehr beliebt; man holt das Materiale gern zu Schlitten von Hermsdorf herab. […] Bergbau wird anjetzt in Zethau nicht getrieben, 1738 aber war noch der neue Segen Gottes im Umtrieb.“

### Dorfkirche
Eine Urkunde sowie die Kirchenglocken von 1471 und 1485 führen zu der Schlussfolgerung, dass bereits 1484 eine Kirche und eine eigenständige Parochie bestanden. Als erstes Kirchengebäude wird ein kleines Gebäude am Standort der heutigen vermutet, wie es eine Skizze desselben nahelegt. Nach Blitzeinschlägen in den Jahren 1665 und 1713 war das Gebäude so baufällig, dass ein Neubau erforderlich wurde. Am 26. April 1728 erfolgte die Grundsteinlegung, der 37 Meter hohe Turm wurde bereits am 3. September 1729 fertiggestellt. Etwa Ostern 1735 wurde die alte Kirche abgetragen, Ende August desselben Jahres stand der Rohbau des Nachfolgebaus. Am 19. November 1736 erfolgte schließlich die Weihe der „Elisabethkirche - Kirche zur heiligen Ruhe Gottes“. Den Namen erhielt sie nach Elisabeth von Schönberg, welche neben weiteren Dingen den Taufstein gestiftet hatte. Der Kanzelaltar ist eine Stiftung des damaligen Lehnrichters Jonas Walter. 1845 erfuhr der Bau diverse Erneuerungen sowie Vergoldungen an Altar, Kanzel und Orgel. Am 2. Juni 1896 wurde das Geläut aufgrund von Disharmonie abgenommen und am 13. August desselben Jahres durch ein neu gegossenes ersetzt. 
Im 1917 und wiederum 1942 wurden Glocken als zu Kriegszwecken abgenommen.
Der im Stil des Barock errichtete Bau ist max. 37 Meter hoch, 35,5 Meter lang und max. 12 Meter breit. Die Orgel aus dem Jahre 1788 stammt von Adam Gottfried Oehme. Zuvor besaß die Kirche ein kleineres Instrument, das 1670 von Gottfried Richter aus Döbeln gebaut worden war.
Das Gotteshaus bietet Platz für 430 Kirchenbesucher.

### Verwaltung
Am 1. Januar 1994 wurde Zethau nach Mulda eingemeindet.

### Entwicklung der Einwohnerzahl
| Jahr | Einwohnerzahl |
| ---- | ------------- |
| 1834 | 1237          |
| 1871 | 1374          |
| 1890 | 1333          |
| 1910 | 1323          |

| Jahr | Einwohnerzahl |
| ---- | ------------- |
| 1925 | 1309          |
| 1939 | 1229          |
| 1946 | 1513          |
| 1950 | 1558          |

| Jahr | Einwohnerzahl |
| ---- | ------------- |
| 1964 | 1305          |
| 1990 | 1025          |
| 1993 | 983           |